# Peter Andersson (cestista)
Björn-Peter Andersson (Västerås, 11 luglio 1958) è un ex cestista svedese.

## Carriera
Ha militato nel Södertälje Basketbollklubb dal 1973 al 1989, disputando 646 partite e realizzando 4.629 punti totali.
Con la Svezia ha disputato i Giochi di Mosca 1980.